# Maria Luisa Spaziani
Maria Luisa Spaziani, née le 7 décembre 1922 à Turin et morte le 30 juin 2014
à Rome, est une poétesse, traductrice et écrivaine italienne. Elle a également écrit trois pièces de théâtre.

## Biographie
Maria Luisa Spaziani naît à Turin en 1922 dans une famille de la classe moyenne, où son père est propriétaire d'une entreprise qui fabrique des machines pour l'industrie chimique et pour la confiserie.
Encore étudiante, à juste dix-neuf ans, elle est directrice d'un petit magazine, Il Girasole, puis Il dado, dont le rédacteur en chef était Guido Seborga, qui lui fait connaître les plus grands poètes comme Umberto Saba, Sandro Penna, Leonardo Sinisgalli, Vasco Pratolini et Virginia Woolf.
Elle fréquente la faculté des langues de l'université de Turin, où elle obtient son diplôme avec une thèse sur Marcel Proust. La France et sa culture sont devenues une sorte de guide important pour Maria Luisa Spaziani qui, à partir de 1953, visite Paris à plusieurs reprises grâce à l'obtention d'une bourse d'études.
En janvier 1949, elle fait la connaissance d'Eugenio Montale lors d'une conférence donnée par le poète au théâtre Carignano à Turin, et ainsi commence une tendre amitié intellectuelle entre les deux écrivains qui se traduit par plusieurs visites à Milan.
Après dix années de fiançailles, elle se marie en 1958 avec Elémire Zolla, un érudit de la tradition mystique et ésotérique, mais le mariage se termine bientôt, avec un divorce conclu en 1960. C'est à cette époque que Maria Luisa Spaziani est appelée à l'université de Messine pour enseigner la littérature allemande, puis, son grand rêve, la littérature française.
Après son départ de son poste à l'université, elle vit à Rome jusqu'à sa mort survenue le 30 juin 2014.

## Œuvre

### Poésie
- Primavera a Parigi, Milan : All'insegna del pesce d'oro, 1954
- Le acque del sabato, Milan : Mondadori, 1954
- Luna lombarda, Venezia : N. Pozza, 1959
- Il gong, Milan : Mondadori, 1962
- Utilità della memoria, Milan : Mondadori, 1966
- L'occhio del ciclone, Milan, Mondadori, 1970
- Ultrasuoni, Samedan, Munt press, 1976
- Transito con catene, Milan, Mondadori, 1977
- Poesie, Milan, Mondadori, 1979 - introduction de Luigi Baldacci
- Geometria del disordine, Milan, Mondadori, 1981 - Prix Viareggio
- La stella del libero arbitrio, Milan, Mondadori, 1986
- Giovanna D'Arco, romanzo popolare in sei canti in ottave e un epilogo, Milan, Mondadori, 1990
- Torri di vedetta, Milan, Crocetti, 1992
- I fasti dell'ortica, Milan, Mondadori, 1996
- La radice del mare, Napoli, Tullio Pironti editore, 1999
- La traversata dell'oasi, poesie d'amore 1998-2001, Milan, Mondadori, 2002
- La luna è già alta, Milan, Mondadori, 2006
- L'incrocio delle mediane, Genova, San Marco dei Giustiniani, 2008

### Théâtre
- 2000 : La vedova Goldoni
- La ninfa e il suo re
- 1992 : Teatro comico e no, Rome, Bulzoni

### Traductions
- Amicizie violente de Winston Clewes, Mondadori
- La vittima de Saul Bellow, Feltrinelli
- Poesie de Paul-Jean Toulet, Einaude
- Götz von Berlichingen in "Teatro" de Johann Wolfgang von Goethe, Einaudi
- Novelle orientali de Marguerite Yourcenar, Rizzoli
- Fuochi de Marguerite Yourcenar, Bompiani (Prix Piombino 1986 pour la traduction)
- Il colpo de grazia de Marguerite Yourcenar, Feltrinelli
- Alexis o il trattato della lotta vana de Marguerite Yourcenar, Feltrinelli
- Cosi sia ovvero Il gioco è fatto d’André Gide, SE
- Le meteore de Michel Tournier, Garzanti
- Il gallo cedrone de Michel Tournier, Garzanti
- Gaspare, Melchiorre e Baldassarre de Michel Tournier, Garzanti
- Il dubbio e la grazia de Alain Bosquet, Città Armoniosa
- Madame Bovary de Gustave Flaubert, Mondadori
- Britannico - Bajazet - Atalia de Jean Racine, Garzanti
- Liriche d'amore de Marceline Desbordes-Valmore, Ignazio Maria Gallino Edetore
- Clairières dans le ciel de Francis Jammes, rueBallu edezioni

## Décorations
- Elle fut proposée au Prix Nobel de littérature en 1990, 1992 et 1997.
- Ordre du Mérite de la République italienne de première classe / Dame grand-croix : Dama di Gran Croce Ordine al Merito della Repubblica Italiana, proposée par le président de la République, 28 mai 2003[2]

## Honneurs
Le 26 novembre 2012, elle a été faite citoyenne d'honneur de Mongardino, ville dont sa mère, Adalgisa Risso, est originaire et qu'elle évoque dans plusieurs écrits.